# Battle Creek (serie televisiva)
Battle Creek è una serie televisiva statunitense creata da David Shore e Vince Gilligan.
La serie ha per protagonisti Dean Winters e Josh Duhamel nei panni di un detective della polizia e di un agente dell'FBI costretti a lavorare insieme a Battle Creek, Michigan.
È andata in onda dal 1º marzo 2015 sulla CBS, venendo cancellata al termine della prima stagione. In Italia è stata trasmessa dal 3 luglio 2015 sul canale satellitare Fox Crime.

## Trama
Russ Agnew, un rude detective vecchio stampo, che preferisce seguire il suo intuito piuttosto che affidarsi al computer, si ritrova costretto a fare coppia con l'agente dell'FBI Milton Chamberlain, il quale è il suo esatto opposto: elegante, affascinante e attrezzato con tutte le ultime novità tecnologiche.

## Episodi
| Stagione       | Episodi | Prima TV USA | Prima TV Italia |
| -------------- | ------- | ------------ | --------------- |
| Prima stagione | 13      | 2015         | 2015            |

## Personaggi e interpreti

### Principali
- Agente speciale FBI Milton Chamberlain, interpretato da Josh Duhamel, doppiato da Massimo De Ambrosis.
- Detective Russ Agnew, interpretato da Dean Winters, doppiato da Vittorio Guerrieri.
- Detective Holly Dale, interpretata da Aubrey Dollar, doppiata da Domitilla D'Amico.
- Detective Aaron Funkhauser, interpretato da Edward Fordham Jr., doppiato da Roberto Stocchi.
- Detective Fontanelle White, interpretato da Kal Penn, doppiato da Roberto Gammino.
- Comandante Guziewicz, interpretata da Janet McTeer, doppiata da Roberta Greganti.

### Ricorrenti
- Detective Niblet, interpretato da Damon Herriman.
- Detective Jacocks, interpretata da Liza Lapira.

## Produzione
Nel settembre 2013 la Sony Pictures Television annunciò di aver raggiunto un accordo con la CBS per produrre una nuova serie televisiva sviluppata da Vince Gilligan e basata su un soggetto scritto dallo stesso Gilligan nel 2003. Nonostante il titolo, soltanto la sigla è stata effettivamente girata a Battle Creek, nel Michigan, e gli attori hanno visitato la città solo nell'estate del 2014 per conoscere meglio le location e il distretto di polizia.
La CBS ha ordinato una stagione di 13 episodi, cancellando la serie al termine della stessa a causa degli ascolti non soddisfacenti.